# Борисовское сельское поселение (Тверская область)
Бори́совское се́льское поселе́ние — упразднённое муниципальное образование в составе Вышневолоцкого района Тверской области.
На территории поселения находился один населённый пункт — посёлок Борисовский.
Образовано в 2005 году, включило в себя часть территории Коломенского сельского округа.

## Географические данные
- Общая площадь: 58,2 км².
- Нахождение: северо-западная часть Вышневолоцкого района.
  - Граничит:
    - на севере и востоке — с Коломенским СП,
    - на юге — с Лужниковским СП,
    - на западе — с Бологовским районом, Куженкинское СП.

Главная река — Шлина.

Северная граница поселения проходит по автомагистрали «Москва — Санкт-Петербург».

Через территорию поселения запроектировано прохождение скоростной автомагистрали Москва — Санкт-Петербург.

## Экономика
Основное предприятие — Борисовский стекольный завод, производящий тару для медицинской промышленности (предприятие полностью остановлено в 2014 году). Специализация предприятия отражена на гербе сельского поселения.

## Население
По переписи 2002 года — 1186 человек, по переписи 2010 года — 1020 человек.